# Lavender Haze
Lavender Haze è un singolo della cantautrice statunitense Taylor Swift, pubblicato il 29 novembre 2022 come terzo estratto dal decimo album in studio Midnights.

## Descrizione
Il brano è tra i più elettronici dell'artista, con sonorità che la critica specializzata ha osservato essere vicini a synth pop e ambient house, presentando anche influenze hip hop e contemporary R&B.
Le prime informazioni relative a Lavender Haze sono giunte il 7 ottobre 2022, quando l'artista ne ha rivelato il titolo attraverso il nono di una serie di tredici episodi diffusi su TikTok. Successivamente Swift ha spiegato che il titolo riprende un'espressione da lei ascoltata per la prima volta mentre guardava un episodio della serie Mad Men. Incuriosita da essa e spinta a cercarne il significato, ha poi scoperto che l'origine dell'espressione lavender haze (foschia color lavanda) risale agli anni cinquanta e che con essa si intende descrivere l'essere innamorati. Per la cantante, il titolo del brano indica dunque un «bagliore romantico e universale» e fa riferimento alla sua lunga relazione con l'attore britannico Joe Alwyn.
La canzone ha visto la cantante lavorare per la prima volta con l'attrice statunitense e amica Zoë Kravitz, la quale ha collaborato alla scrittura del testo. Come easter egg antecedente alla rivelazione del titolo della traccia, Swift ha annunciato la pubblicazione della Lavender Edition dell'album, in esclusiva per la catena di negozi statunitense Target, la quale contiene una traccia inedita e due versioni alternative di brani contenuti nell'edizione standard.

## Tracce
Testi e musiche di Taylor Swift, Jack Antonoff, Zoë Kravitz, Mark Anthony Spears, Jahaan Akil Sweet e Sam Dew.
Download digitale
1. Lavender Haze – 3:21

Download digitale – Felix Jaehn Remix
1. Lavender Haze (Felix Jaehn Remix) – 2:51

Download digitale – Jungle Remix
1. Lavender Haze (Jungle Remix) – 3:54

Download digitale – Snakehips Remix
1. Lavender Haze (Snakehips Remix) – 3:06

Download digitale – Tensnake Remix
1. Lavender Haze (Tensnake Remix) – 3:33

Streaming – Remixes
1. Lavender Haze (Tensnake Remix) – 3:34
2. Lavender Haze (Snakehips Remix) – 3:07
3. Lavender Haze (Jungle Remix) – 3:55
4. Lavender Haze (Felix Jaehn Remix) – 2:50
5. Lavender Haze – 3:21

Download digitale – versione acustica
1. Lavender Haze (Acoustic Version) – 2:54

## Formazione
Hanno partecipato alle registrazioni, secondo le note di copertina di Midnights:
Musicisti
- Taylor Swift – voce
- Soundwave – programmazione
- Jack Antonoff – batteria, programmazione, percussioni, sintetizzatore modulare, Roland Juno 6, mellotron, pianoforte elettrico Wurlitzer, cori
- Sam Dew – cori
- Zoë Kravitz – cori
- Jahaan Sweet – basso, bass pad, flauto traverso, Roland Juno
- Dominik Rivinius – rullante

Produzione
- Jack Antonoff – produzione, registrazione
- Taylor Swift – produzione
- Sounwave – produzione
- Jahaan Sweet – produzione, registrazione proprie parti
- Braxton Cook – produzione aggiuntiva
- Șerban Ghenea – missaggio
- Bryce Bordone – assistenza al missaggio
- Laura Sisk – registrazione
- Megan Searl – assistenza tecnica
- Jon Sher – assistenza tecnica
- John Rooney – assistenza tecnica
- Mark Aguilar – assistenza tecnica
- Jonathan Garcia – assistenza tecnica
- Ken Lewis – registrazione parti di Rivinius
- Randy Merrill – mastering

## Classifiche

### Classifiche settimanali
| Classifica (2022) | Posizione massima |
| ----------------- | ----------------- |
| Argentina         | 70                |
| Australia         | 2                 |
| Austria           | 15                |
| Belgio (Fiandre)  | 49                |
| Canada            | 2                 |
| Croazia           | 17                |
| Danimarca         | 27                |
| Filippine         | 3                 |
| Francia           | 78                |
| Germania          | 71                |
| Grecia            | 6                 |
| India             | 6                 |
| Indonesia         | 25                |
| Irlanda           | 2                 |
| Islanda           | 9                 |
| Italia            | 63                |
| Lituania          | 14                |
| Lussemburgo       | 12                |
| Norvegia          | 13                |
| Nuova Zelanda     | 2                 |
| Paesi Bassi       | 22                |
| Paraguay          | 59                |
| Portogallo        | 7                 |
| Regno Unito       | 3                 |
| Repubblica Ceca   | 18                |
| Singapore         | 4                 |
| Slovacchia        | 22                |
| Spagna            | 36                |
| Stati Uniti       | 2                 |
| Sudafrica         | 10                |
| Svezia            | 18                |
| Svizzera          | 18                |
| Ungheria          | 26                |

### Classifiche di fine anno
| Classifica (2023) | Posizione |
| ----------------- | --------- |
| Australia         | 88        |
| Canada            | 28        |